# Perttu Kivilaakso

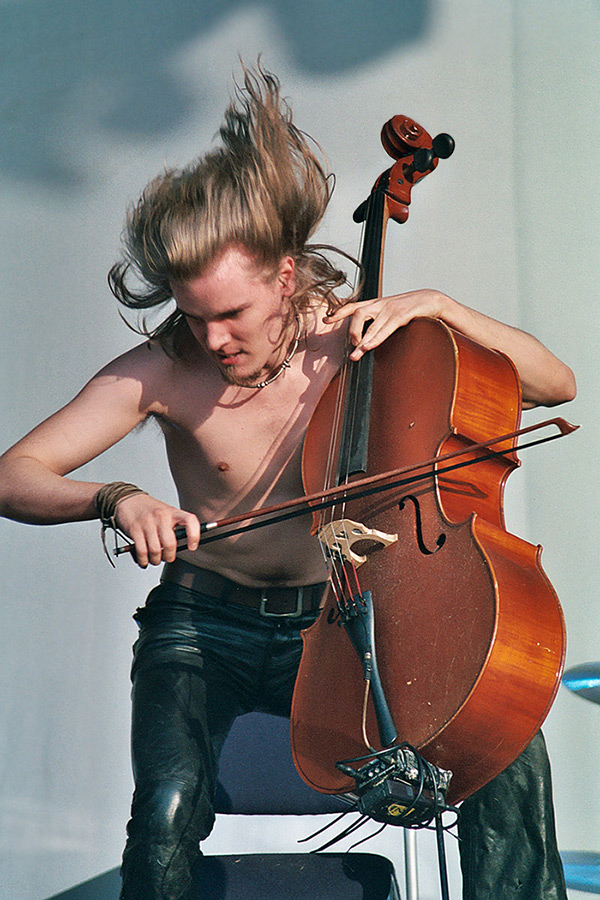
Perttu Kivilaakso tijdens een optreden met Apocalyptica op het festival M'era luna te Hildesheim in 2003

Perttu Kullervo Kivilaakso (Helsinki, 11 mei 1978) is een Finse cellist voor de cellorockband Apocalyptica. Hij speelt al cello sinds hij vijf jaar oud was. Zoals de andere leden Eicca Toppinen en Paavo Lötjönen kreeg hij zijn opleiding aan de Sibelius-Akademie in Helsinki. 
Perttu sloot zich in 2000 (tijdens de voorbereidingen voor het album "Cult") aan bij Apocalyptica  en verving Antero Manninen die de band verliet. Daarvoor speelde hij in het Filharmonisch Orkest van Helsinki.
- CiNii: DA16583214
- Gemeinsame Normdatei: 1106419537
- International Standard Name Identifier: 0000 0004 0660 4016
- Library of Congress Control Number: n2018038124
- MusicBrainz: 044b83b8-ac6a-472a-b318-865d9d3f2c17
- Nationale Bibliotheek van Tsjechië: xx0183258
- Virtual International Authority File: 307173505
- WorldCat: E39PBJkttdpGbQF9BFhktF69Xd